# Barbacou à bec jaune
Monasa flavirostris
Espèce
Statut de conservation UICN

 LC  : Préoccupation mineure
Le Barbacou à bec jaune (Monasa flavirostris) est une espèce d'oiseau de la famille des bucconidés (ou Bucconidae).